# Kõrve (Vastseliina)
Kõrve – wieś w Estonii, w prowincji Võru, w gminie Vastseliina.